# Leonardo Roda
Leonardo Roda (Racconigi, 1868 – Torino, 1933) è stato un pittore italiano.

## Biografia e produzione artistica
Allievo di Marco Calderini, tenne alcune esposizioni a Milano, Torino, Genova e Firenze. Fu pittore prevalentemente di paesaggi campestri e montani.

## Opere in collezioni e musei
Un'opera di Roda, precedentemente di proprietà dell'Istituto Bancario Italiano, è conservata nelle collezioni d'arte della Fondazione Cariplo. Un altro dipinto è conservato nel Museo Gaffoglio di Rapallo.